# 레티로 공원

로고

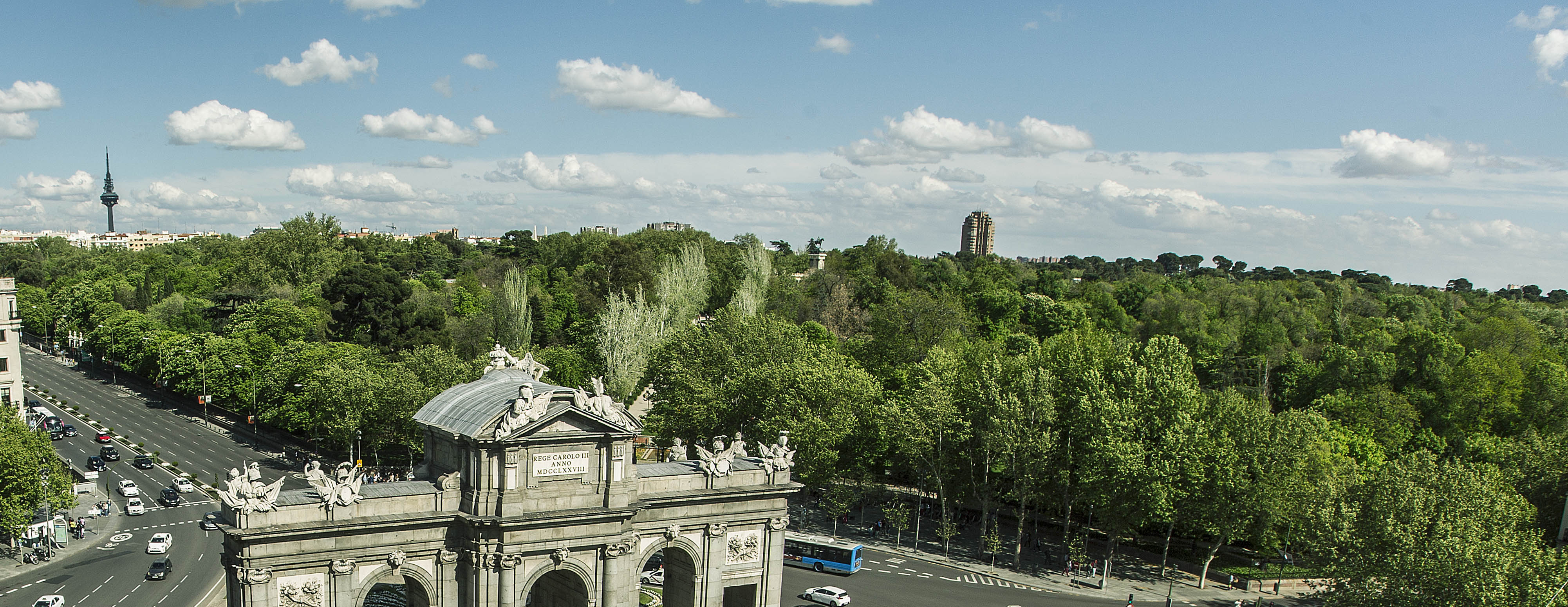
독립광장에서 바라본 레티로 공원

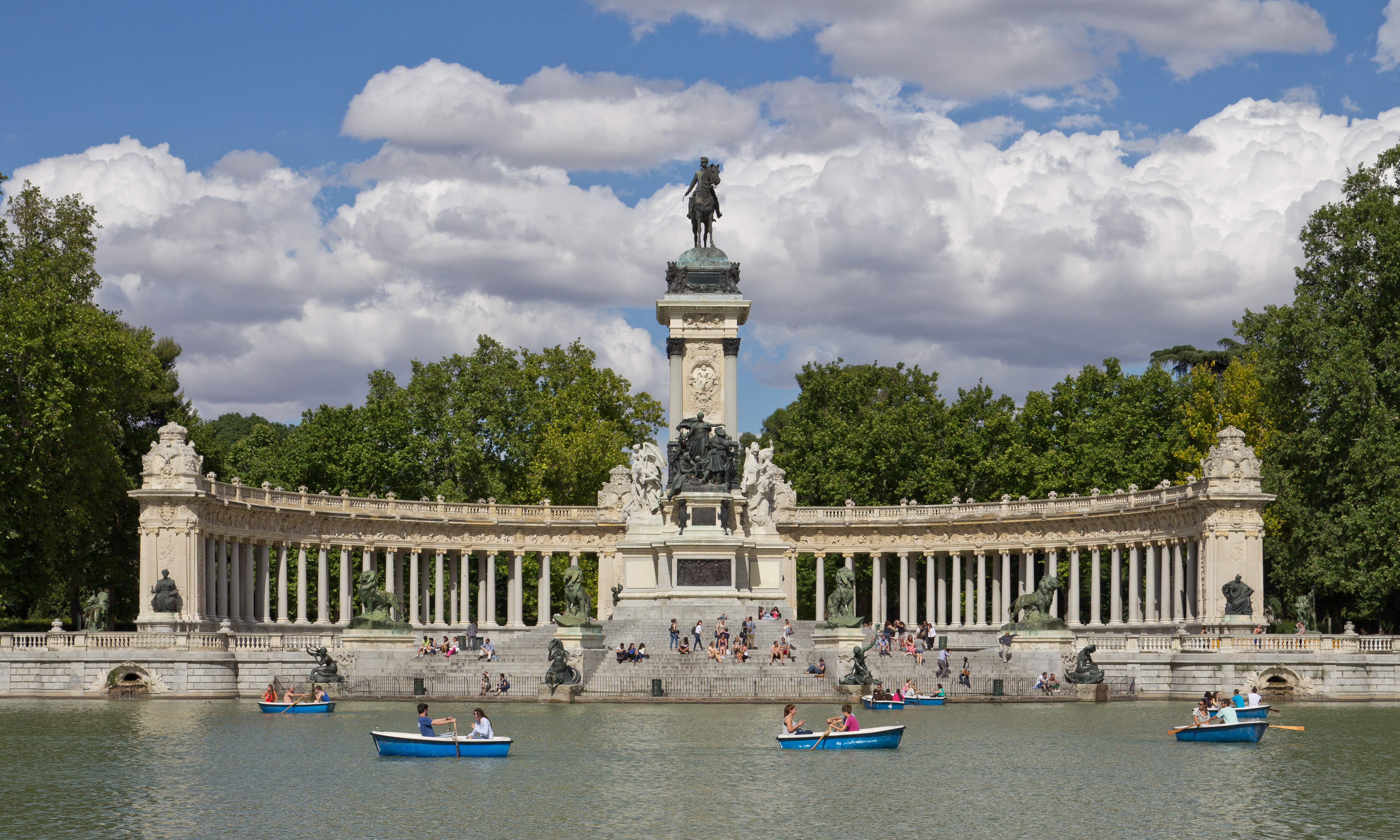
알폰소 12세 기념비

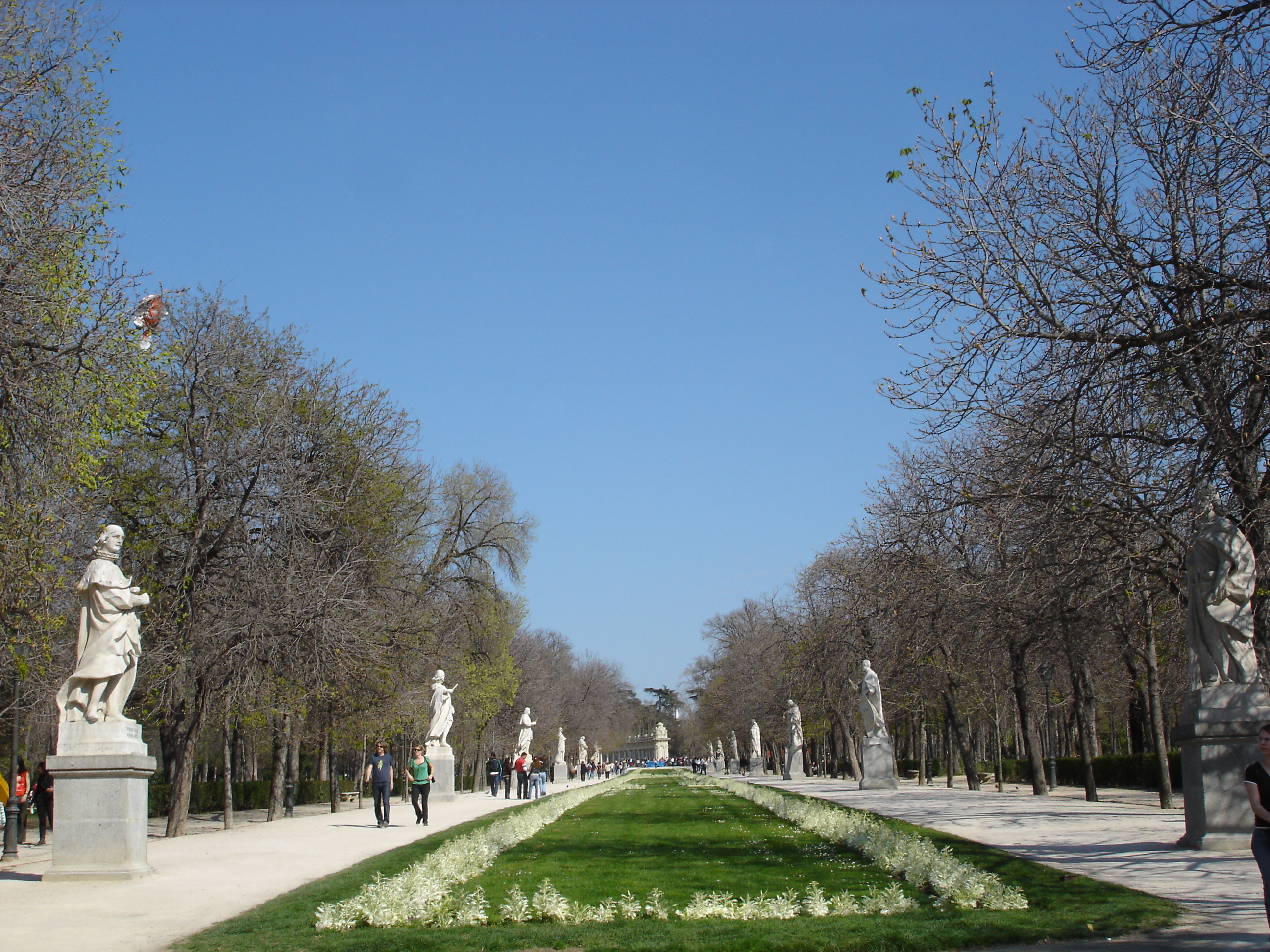
아르헨티나 길

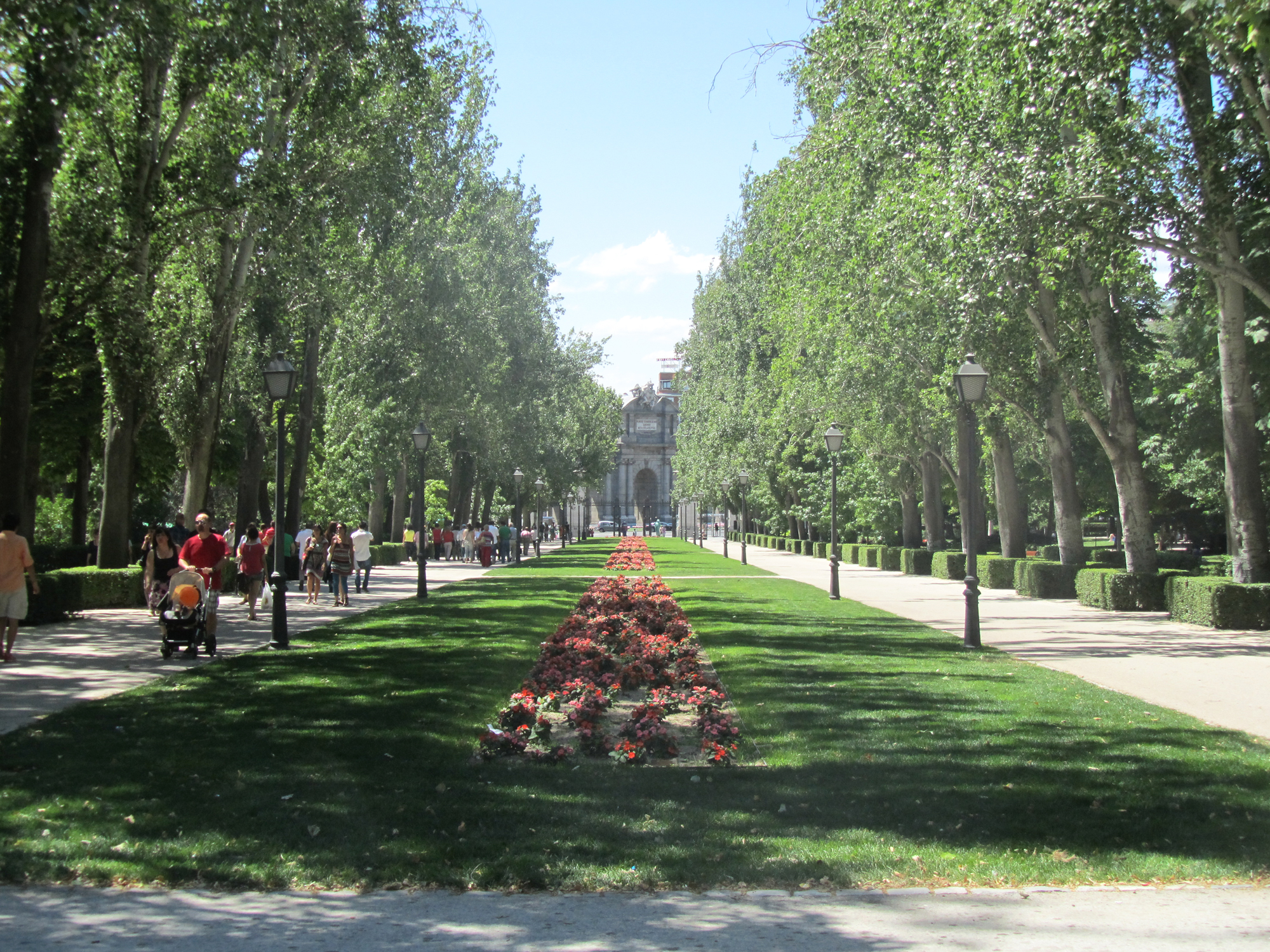
멕시코 길

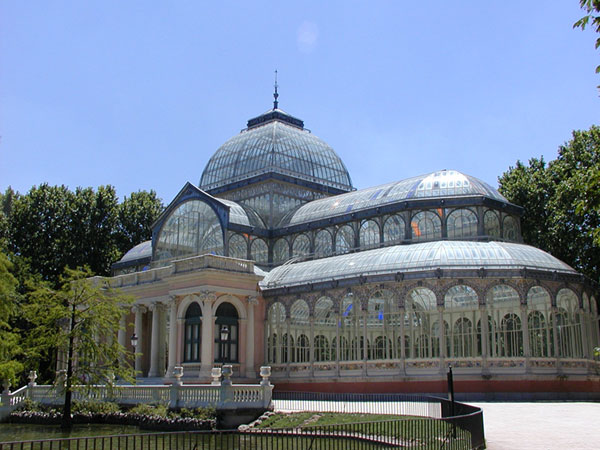
크리스탈 궁전

레티로 공원(스페인어: Parque del Retiro 파르케 델 레티로[*])은 스페인 마드리드에 위치한 공원이다.

## 개요
레티로 공원은 1.4 km2의 면적을 가지고 있으며, 푸에르타 데 알칼라와 근접해 있다. 프라도 미술관과도 멀지 않은 위치에 있다.

## 시설
공원에는 기억의 숲, 크리스탈 궁전 등이 있다.